# РК Рудар Пљевља
Рукометни клуб Рудар црногорски је рукометни клуб из Пљеваља, који се такмичи у Првој лиги Црне Горе. Једном је играо финале Купа Црне Горе, два пута је освојио Другу лигу Црне Горе, док је два пута завршио на трећем мјесту у Првој лиги и једном је учествовао у Челенџ купу.
Основан је 1957. године.
Од осамостаљења Црне Горе 2006. и формирања рукометних такмичења, у првој сезони такмичио се у Првој лиги, након чега је више пута испадао у Другу лигу.

## Успјеси
| Такмичење                | Такмичење                | Број                     | Година                   |                          |                          |
| Национално првенство - 0 | Национално првенство - 0 | Национално првенство - 0 | Национално првенство - 0 | Национално првенство - 0 | Национално првенство - 0 |
| ------------------------ | ------------------------ | ------------------------ | ------------------------ | ------------------------ | ------------------------ |
| Првенство Црне Горе      | Првак                    | —                        |                          |                          |                          |
| Првенство Црне Горе      | Други                    | —                        |                          |                          |                          |
| Национални куп - 0       |                          |                          |                          |                          |                          |
| Куп Црне Горе            | Побједник                | —                        |                          |                          |                          |
| Куп Црне Горе            | Финалиста                | 1                        | 2022/23                  |                          |                          |

## Учешће у европским такмичењима
Рудар је учествовао у европским такмичењима једном, у ЕХФ челенџ купу.
| Сезона   | Такмичење      | Коло          | Клуб               | Прва утакмица | Друга утакмица | Укупни резултат |
| -------- | -------------- | ------------- | ------------------ | ------------- | -------------- | --------------- |
|          |                |               |                    |               |                |                 |
| 2010/11. | ЕХФ челенџ куп | 1/16          | Будванска ривијера | 34:24         | 26:19          | 60:43           |
| 2010/11. | ЕХФ челенџ куп | осмина финала | Стилинта           | 22:31         | 15:40          | 37:71           |